# Chris Rigg
Christopher Rigg (Hebburn, Tyne y Wear, Inglaterra, 18 de junio de 2007) es un futbolista británico. Juega de mediocentro ofensivo y su equipo actual es el Sunderland Association Football Club de la Premier League, máxima categoría del fútbol inglés.

## Trayectoria
Tras una serie de lesiones en el primer equipo de Sunderland, fue citado por primera vez por el entrenador para jugar la fecha 26 de la Championship 2022-23, estuvo en el banco de suplentes ante Blackpool, no tuvo minutos y empataron 1-1. Una semana después volvió a ser convocado, esta vez para estar a la orden en la tercera ronda de la FA Cup, se enfrentaron a Shrewsbury el 7 de enero de 2023, fecha en la que debutó como profesional, ingresó en los minutos finales y ganaron 1-2, con 15 años se convirtió en el segundo jugador más joven de la historia de Sunderland.
Fue convocado para ser parte de la pretemporada 2023-24 con el primer equipo. El 8 de julio de 2023 jugaron un partido amistoso contra South Shields, fue un encuentro parejo en el que iban 3-3 pero antes de finalizar el encuentro Chris convirtió el gol del triunfo, que sentenció el marcador 3-4.
Lo incluyeron en la lista para viajar a Estados Unidos y jugar una serie de amistosos internacionales. En el primer amistoso en tierras norteamericanas se enfrentaron a San Antonio, estuvo en el equipo titular, convirtió un gol y ganaron 1-3. Volvió a convertir un gol el 22 de julio contra North Carolina Football Club, equipo al que derrotaron 2-4. Luego tuvo minutos contra Mallorca y empataron 1-1.
El 8 de agosto convirtió su primer gol como profesional en la primera ronda de la Copa de la Liga contra Crewe Alexandra, jugó los 90 minutos con 16 años, fueron a penales y perdieron 3-5.
En la quinta fecha del Campeonato de Segunda División de Inglaterra, tuvo minutos por primera vez en el torneo local, ingresó al minuto 82 para enfrentar a Southampton y cerró el triunfo 5-0 con un gol al minuto 95.

## Selección nacional
Ha sido internacional con la selección de Inglaterra en las categorías sub-15, sub-16, sub-17, sub-18 y sub-19.
Fue parte del plantel que jugó la Copa Mundial sub-17 en Indonesia. Estuvo presente en 3 partidos, brindó una asistencia pero quedaron eliminados en octavos de final ante Uzbekistán.

## Estadísticas

### Clubes
Actualizado al último partido citado el 24 de mayo de 2025.
| Club                           | Div.          | Temporada     | Liga  | Liga  | Liga   | Copas nacionales | Copas nacionales | Copas nacionales | Copas internacionales | Copas internacionales | Copas internacionales | Total | Total | Total  |
| Club                           | Div.          | Temporada     | Part. | Goles | Asist. | Part.            | Goles            | Asist.           | Part.                 | Goles                 | Asist.                | Part. | Goles | Asist. |
| ------------------------------ | ------------- | ------------- | ----- | ----- | ------ | ---------------- | ---------------- | ---------------- | --------------------- | --------------------- | --------------------- | ----- | ----- | ------ |
| Sunderland A. F. C. Inglaterra | 2.ª           | 2022-23       | 0     | 0     | 0      | 3                | 0                | 0                | —                     | —                     | —                     | 3     | 0     | 0      |
| Sunderland A. F. C. Inglaterra | 2.ª           | 2023-24       | 21    | 2     | 0      | 1                | 1                | 0                | —                     | —                     | —                     | 22    | 3     | 0      |
| Sunderland A. F. C. Inglaterra | 2.ª           | 2024-25       | 45    | 4     | 1      | 2                | 0                | 0                | —                     | —                     | —                     | 47    | 4     | 1      |
| Sunderland A. F. C. Inglaterra | 1.ª           | 2025-26       | 0     | 0     | 0      | -                | -                | -                | —                     | —                     | —                     | 0     | 0     | 0      |
| Sunderland A. F. C. Inglaterra | Total club    | Total club    | 66    | 6     | 1      | 6                | 1                | 0                | 0                     | 0                     | 0                     | 72    | 7     | 1      |
| Total carrera                  | Total carrera | Total carrera | 66    | 6     | 1      | 6                | 1                | 0                | 0                     | 0                     | 0                     | 72    | 7     | 1      |
| 1.                             |               |               |       |       |        |                  |                  |                  |                       |                       |                       |       |       |        |

### Selección
Actualizado al último partido citado el 6 de junio de 2025.
| Selección         | Temporada         | Continental | Continental | Continental | Mundial | Mundial | Mundial | Amistosos | Amistosos | Amistosos | Total | Total | Total  |
| Selección         | Temporada         | Part.       | Goles       | Asist.      | Part.   | Goles   | Asist.  | Part.     | Goles     | Asist.    | Part. | Goles | Asist. |
| ----------------- | ----------------- | ----------- | ----------- | ----------- | ------- | ------- | ------- | --------- | --------- | --------- | ----- | ----- | ------ |
| Sub-15 Inglaterra | 2022              | —           | —           | —           | —       | —       | —       | 4         | 2         | 1         | 4     | 2     | 1      |
| Sub-15 Inglaterra | Total sel.        | 0           | 0           | 0           | 0       | 0       | 0       | 4         | 2         | 1         | 4     | 2     | 1      |
| Sub-16 Inglaterra | 2022              | —           | —           | —           | —       | —       | —       | 7         | 1         | 1         | 7     | 1     | 1      |
| Sub-16 Inglaterra | 2023              | —           | —           | —           | —       | —       | —       | 3         | 0         | 0         | 3     | 0     | 0      |
| Sub-16 Inglaterra | Total sel.        | 0           | 0           | 0           | 0       | 0       | 0       | 10        | 1         | 1         | 10    | 1     | 1      |
| Sub-17 Inglaterra | 2022-23           | 2           | 0           | 0           | 3       | 0       | 1       | -         | -         | -         | 5     | 0     | 1      |
| Sub-17 Inglaterra | 2023-24           | 6           | 1           | 0           | —       | —       | —       | 3         | 1         | 0         | 9     | 2     | 0      |
| Sub-17 Inglaterra | Total sel.        | 8           | 1           | 0           | 3       | 0       | 1       | 3         | 1         | 0         | 14    | 2     | 1      |
| Sub-18 Inglaterra | 2023              | —           | —           | —           | —       | —       | —       | 3         | 0         | 0         | 3     | 0     | 0      |
| Sub-18 Inglaterra | 2024              | —           | —           | —           | —       | —       | —       | 5         | 0         | 0         | 5     | 0     | 0      |
| Sub-18 Inglaterra | Total sel.        | 0           | 0           | 0           | 0       | 0       | 0       | 8         | 0         | 0         | 8     | 0     | 0      |
| Sub-19 Inglaterra | 2024-25           | 3           | 1           | 0           | —       | —       | —       | 1         | 0         | 0         | 4     | 1     | 0      |
| Sub-19 Inglaterra | Total sel.        | 3           | 1           | 0           | 0       | 0       | 0       | 1         | 0         | 0         | 4     | 1     | 0      |
| Total selecciones | Total selecciones | 11          | 2           | 0           | 3       | 0       | 1       | 26        | 4         | 2         | 40    | 6     | 3      |
| 1. 2.             |                   |             |             |             |         |         |         |           |           |           |       |       |        |

## Palmarés

### Distinciones individuales
| Distinción                                                                             | Año  |
| -------------------------------------------------------------------------------------- | ---- |
| Parte de los 60 mejores jugadores jóvenes del mundo para The Guardian (categoría 2007) | 2024 |
| Gol del mes de la EFL Championship (setiembre)                                         | 2024 |
| Aprendiz de la temporada de la EFL Championship                                        | 2025 |